# S.E.T.I.
SETI är The Kovenants fjärde studioalbum. Albumet publicerades för första gången i 2003 av Nuclear blast. 